# بطولة كرة القدم الألمانية 1909
بطولة كرة القدم الألمانية 1909 هو الموسم 7 من بطولة كرة القدم الألمانية ‏. أقيم خلال الفترة 2 مايو 1909 وحتى 30 مايو 1909، وأشرف على تنظيمه اتحاد ألمانيا لكرة القدم، وكان عدد الأندية المشاركة فيه 8، وفاز فيه نادي كارلسروه.